# 福井都市ガス
福井都市ガス株式会社（ふくいとしガス）は、福井県福井市に本社を置く都市ガス事業者。関西電力グループ。
2018年（平成30年）に福井市企業局（2024年（令和6年）4月1日より福井市上下水道局に改称）の都市ガス事業を継承するために設立、2020年（令和2年）4月1日に同事業を継承した。

## 概要
2017年（平成29年）に、「福井市ガス事業のあり方検討委員会」においてガス事業の譲渡が望ましいとする答申を受け、翌2018年（平成30年）に福井市ガス事業譲渡先選定委員会を設置。委員会は関西電力・北陸電力・敦賀ガスの3社による企業グループが優先交渉権者として決定。福井市の都市ガス事業を67億円で譲渡することになった。
2018年12月6日に会社を設立し、同年12月20日に事業譲渡の仮契約を締結した。本社は当初福井市大手二丁目にある関西電力の事業所内に置かれたが、2019年（令和元年）7月8日に福井市企業局のガス工場がある福井市飯塚町へ移転。
福井都市ガスは関西電力グループに属し同社の連結子会社となっている一方で、北陸電力との割引サービスが実施されている（北陸電力の会員サービス「ほくリンク」での登録が条件）。なお、北陸電力においては、持分法適用会社ではない関連会社の扱いとなっている。
原料仕入れに関して、福井県にはLNG受入港や県間ガスパイプラインがないため、主に親会社である関西電力の姫路LNG基地（兵庫県姫路市）、堺LNGセンター（大阪府堺市西区）から本社工場への陸送であり、また北陸電力の富山新港火力発電所（富山県射水市）からも供給を受けられる体制となっている。

## 沿革
- 2018年12月6日：福井市大手二丁目の関西電力地域共生本部内に会社設立[5]。
- 2018年12月20日：福井市都市ガス事業譲渡の仮契約を締結[4][5]。
- 2019年3月20日：福井市議会において事業譲渡の議案を可決、本契約へ移行する[11]。
- 2019年7月8日：本社を福井市ガス工場所在地の福井市飯塚町へ移転[8]。
- 2019年11月19日：経済産業省近畿経済産業局からガス事業譲渡の認可を受ける[12]。
- 2020年
  - 2月5日：公式キャラクターの名前が『トッシー』に決定[13]。
  - 4月1日：福井市企業局の都市ガス事業を継承[7]。

## 事業所
本社
- 福井県福井市飯塚町第20号1番地5（旧福井市企業局ガス工場所在地）

## 展開事業
都市ガス事業
- 事業開始：1912年（明治45年）2月[2]
- 供給世帯数：22518件（2018年12月末時点）[12]
- 普及率：40.8%（福井市全世帯に対する割合、2018年度末時点）[2]